# Режиссёр

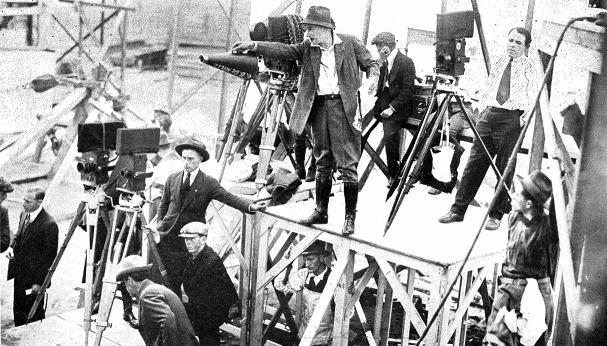
Режиссёр за работой (Сесиль де Милль)

Режиссёр (фр. régisseur — «заведующий», от лат. rego — «управляю») — творческий работник зрелищных видов искусства: театра, кинематографа, телевидения, цирка, эстрады.
Термин «режиссёр» был известен ещё В. И. Далю, который в своём Толковом словаре определил его следующим образом: «Управляющий актёрами, игрою, представленьями, назначающий, что давать или ставить, раздающий роли». Однако профессия режиссёра в современном понимании родилась в драматическом театре в конце XIX века, когда сначала Мейнингенский театр под руководством Людвига Кронека, позже «Свободный театр» Андре Антуана в Париже и «Свободная сцена» Отто Брама в Берлине впервые выдвинули принципы ансамблевости и подчинения всех компонентов спектакля единому замыслу.
В зародившееся в начале XX века игровое кино многие режиссёры, в том числе Чарльз Чаплин, Д. У. Гриффит, Г. В. Пабст, приходили из театра, перенося в новый вид искусства театральный опыт.
В работе над спектаклем или кинофильмом может быть занят не один режиссёр; в этом случае режиссёр, возглавляющий всю работу по созданию спектакля или фильма, именуется режиссёром-постановщиком, его ближайший творческий помощник — вторым режиссёром, менее ответственные задания режиссёра-постановщика исполняет режиссёр-ассистент, или помощник (ассистент) режиссёра.
Работа режиссёра в каждом виде искусства имеет свои особенности, и не во всех случаях ему принадлежит главная роль: так, балет ставит прежде всего балетмейстер, а в оперном театре интерпретатором музыкально-драматического произведения является дирижёр.

## Обязанности и компетенции режиссёра
Режиссёр обязан быть специалистом и разбираться во всех процессах творческого ремесла.
Режиссёр отбирает сценарий, участвует в разработке сценариев, составляет расходную смету и календарный план постановки, подбирает творческий состав группы, оптимальный состав актёров, проводит работу с актёрами, принимает участие в создании эскизов по декорациям, костюмам, реквизиту, утверждает музыку и тексты песен, утверждает на картину оператора-постановщика, руководит съёмочным процессом или репетицией, контролирует монтаж, участвует в сдаче готового проекта.
Объём задач и перечень обязанностей режиссёра серьёзно различаются в зависимости от направления и специфики деятельности.

### В театральном искусстве
В театре под руководством режиссёра работает вся труппа, а сам он подчиняется руководителю театра или сам является таковым. Совместно с руководителем подбирает актуальные материалы для постановки будущего спектакля. Принимает участие и руководит работой по созданию декораций и оформления спектакля. Работает с актёрами над ролями и организует репетиции.

### В цирковом искусстве
Работа циркового режиссёра отличается от работы театрального. Цирк развлекает разновозрастную группу и задача режиссёра-постановщика обеспечить большую насыщенность и зрелищность представления. Кроме того, в труппу цирка входят ещё и дрессированные животные, а номера артистов часто бывают связаны с риском для жизни и задача режиссёра— продумать всё до мелочей. В его команде трудятся артисты, инженеры-конструкторы, бутафоры, осветители, звукорежиссёры и все другие участники шоу.

### В кинематографе
Создание кинофильмов является сложным процессом. В команде главного режиссёра-постановщика есть помощники — режиссёры, которые следят за организацией. Режиссёр участвует в составлении сметы, выборе сценария, расписывает план съёмки. Также в его функции входит работа с кинооператорами, художниками и композиторами, отбор актёров, проведение репетиций, руководство съёмками, процессом монтажа, озвучания.

## История возникновения профессии
До появления режиссуры, все функции связанные с постановкой представлений в античных театрах выполняли драматурги и бригады рабочих, работающих над созданием декораций и оформлением сцены.
В Российском театральном искусстве профессия режиссёр возникла после приезда французской труппы в 1742 году. Первым российским режиссёром стал организатор русского драматического театра и постановщик спектаклей, Сумароков А. П., по поручению Высочайшего указа от 30 августа 1756 года.
Французские историки считают, что режиссура появилась в 1887 году. Связано это с первым спектаклем «Свободного театра» А. Антуана. Немецкие историки считают, что режиссура появилась к концу XIX века и связывают Мейнингенским и Байрейтским театрами. В Англии режиссура появилась позже, хотя искусство театральной постановки появилось у них раньше, чем у других.
В те времена, задачей режиссёра было только расставить актёров по местам и следить за тем, чтобы они не напутали слова.
В начале XX века, когда полномочия режиссёра расширились до управления всем происходящим на представлении, появилась должность режиссёр-постановщик. Все права и обязанности режиссёра были утверждены именно в стенах театра. Позднее эта должность появилась в других областях визуальных искусств.